# Michele De Virgilio
Michele De Virgilio (Foggia, 9 giugno 1969) è un attore italiano.

## Biografia
Dopo l'esame di maturità si iscrive alla scuola di recitazione del Teatro Stabile di Genova sotto la direzione di Anna Laura Messeri. Una volta diplomato viene scritturato per importanti produzioni teatrali: Nathan il saggio, con Eros Pagni, Cyrano de Bergerac, con Franco Branciaroli, Un tram che si chiama Desiderio, con Mariangela Melato, Riccardo II, con Gabriele Lavia.
Lavora anche come attore televisivo e cinematografico. Nel 1997 recita nel film Altri uomini, mentre un anno più tardi in Sotto la luna. Nel 2000 fa parte del cast della serie di Rai 1 Nebbia in Valpadana, a fianco di Cochi e Renato. In seguito lavora prevalentemente in teatro anche se continua a fare apparizioni al cinema e in serie televisive. Nel novembre 2010 è stato fra i protagonisti della miniserie di Rai Uno Tutti i padri di Maria, dove interpreta Fausto, il figlio di Franco (Lino Banfi).
Nel 2012 scrive ed interpreta il monologo Tonino a testa in giù, poi pubblicato in volume.

## Filmografia

### Cinema
- Uomo d'acqua dolce, regia di Antonio Albanese (1996)
- Al centro dell'area di rigore, regia di Roberto Ivan Orano e Bruno Garbuglia (1996)
- Altri uomini, regia di Claudio Bonivento (1997)
- Il viaggio della sposa, regia di Sergio Rubini (1997)
- Sotto la luna, regia di Franco Bernini (1998)
- Liberate i pesci!, regia di Cristina Comencini (2000)
- Fortezza Bastiani, regia di Michele Mellara e Alessandro Rossi (2002)
- Sexum superando - Isabella Morra, regia di Marta Bifano (2005)
- Le bande, regia di Lucio Giordano (2005)
- 4-4-2 - Il gioco più bello del mondo, regia di Roan Johnson, episodio Il terzo portiere (2006)
- Si può fare, regia di Giulio Manfredonia (2008)
- Miracolo a Sant'Anna (Miracle at St. Anna), regia di Spike Lee (2008)
- La canarina assassinata, regia di Daniele Cascella (2008)
- Ruggine, regia di Daniele Gaglianone (2011)
- Non me lo dire, regia di Vito Cea (2012)
- Ameluk, regia di Mimmo Mancini (2015)
- Non c'è campo, regia di Federico Moccia (2017)
- Una vita spericolata, regia di Marco Ponti (2018)
- Lo spietato, regia di Renato De Maria (2019)
- Ari-cassamortari, regia di Claudio Amendola (2024)

### Televisione
- Il vizio di vivere, regia di Dino Risi – film TV (1988)
- Il maresciallo Rocca – serie TV, episodio 1x07 (1996)
- Mamma per caso, regia di Sergio Martino – miniserie TV (1997)
- Avvocati – serie TV (1998)
- Il mistero del cortile, regia di Paolo Poeti – miniserie TV (1999)
- Squadra mobile scomparsi, regia di Claudio Bonivento – miniserie TV (1999)
- Nebbia in Valpadana – serie TV (2000)
- L'impero, regia di Lamberto Bava – miniserie TV (2001)
- In Love and War, regia di John Kent Harrison – film TV (2001)
- Tutti i sogni del mondo, regia di Paolo Poeti – miniserie TV (2003)
- Ultimo - L'infiltrato, regia di Michele Soavi – miniserie TV (2004)
- Nebbie e delitti – serie TV, episodio 1x02 (2005)
- Elisa di Rivombrosa – serie TV (2005)
- R.I.S. - Delitti imperfetti – serie TV, episodio 2x03 (2006)
- Carabinieri – serie TV, 1 episodio (2006)
- Ultimo rigore 2, regia di Sergio Martino – miniserie TV (2006)
- La stagione dei delitti – serie TV, episodio 2x02 (2007)
- Rex – serie TV, episodi 1x08-2x01 (2008-2009)
- Crimini – serie TV, episodio 2x04 (2010)
- Tutti i padri di Maria, regia di Luca Manfredi – miniserie TV (2010)
- Don Matteo – serie TV, 3 episodi (2011)
- Il restauratore – serie TV, episodio 1x11 (2012)
- I misteri di Villa Sabrini, regia di Marco Serafini – film TV (2012)
- Tutta la musica del cuore, regia di Ambrogio Lo Giudice – miniserie TV (2013)
- Che Dio ci aiuti – serie TV (2013-2014)
- Un caso di coscienza – serie TV, episodio 5x03 (2013)
- La mia bella famiglia italiana, regia di Olaf Kreinsen – film TV (2013)
- Il ritorno, regia di Olaf Kreinsen – film TV (2014)
- Per amore del mio popolo, regia di Antonio Frazzi – miniserie TV (2014)
- Una pallottola nel cuore – serie TV, 8 episodi (2014-2018)
- Squadra antimafia - Palermo oggi – serie TV, 5 episodi (2015)
- Il paradiso delle signore – serie TV, 8 episodi (2017)
- Scomparsa – serie TV (2017)
- Liberi sognatori - Una donna contro tutti, regia di Fabio Mollo – film TV (2018)
- L'isola di Pietro – serie TV (2018)
- Purché finisca bene - Basta un paio di baffi, regia di Fabrizio Costa – film TV (2019)
- L'amore strappato, regia di Ricky Tognazzi e Simona Izzo – miniserie TV (2019)
- Imma Tataranni - Sostituto procuratore – serie TV, episodio 1x01 (2019)
- 1994 – serie TV, episodio 3x07 (2019)
- Sei donne - Il mistero di Leila – serie TV, episodio 1x02 (2023)
- Il patriarca – serie TV (2023-2024)
- La vita che volevi – serie TV (2024)
- Gerri – serie TV, episodio 1x01 (2025)

### Cortometraggio
- Playboy postatomico, regia di Marco Massaccesi (1995)
- Uno e un altro, regia di Nicola Scorza (1997)
- Pausa, regia di Michele De Virgilio e Nicola Scorza (1999)
- Bbobbolone, regia di Daniele Cascella (2002)
- La decima onda, regia di Francesco Colangelo (2011)
- Cuori di pietra, regia di Francesca Pedrazza Gorlero (2011)

## Teatro
- Risveglio di primavera, di Frank Wedekind, regia di Guglielmo Ferraiola
- Lloraba como un niño, di Federico García Lorca, regia di Guglielmo Ferraiola
- I due nobili cugini, di William Shakespeare e John Fletcher, regia di Anna Laura Messeri, 1991
- Quando la porta non è una porta, di John Arden, regia di Anna Laura Messeri, 1991
- La fantesca, di Giovanni Battista Della Porta, regia di Anna Laura Messeri, 1991
- La farinella, di Giulio Cesare Croce, regia di Enrico Bonavera, 1991
- Nathan il saggio, di Gotthold Ephraim Lessing, regia di Guido De Monticelli, 1992
- Cyrano de Bergerac, di Edmond Rostand, regia di Marco Sciaccaluga, 1992
- Un tram che si chiama Desiderio, di Tennessee Williams, regia di Elio De Capitani, Spoleto, 1993
- Desert Eagle, di Claudio Lizza, regia di Flavio Albanese, 1995
- Riccardo II, di William Shakespeare, regia di Gabriele Lavia, Estate Teatrale Veronese, 19 luglio 1996.
- L'asino ballerino, di Erik Vos, regia di Anna Laura Messeri, 1996
- Egmont, regia di Nucci Ladogana, 1997
- Fuori i Borboni, di Alessandro Giupponi e Nicola Saponaro, regia di Alessandro Giupponi, 1997
- I confessori, regia di Francesco Capitano, 1998
- Tonino a testa in giù, di Michele De Virgilio, regia di Marie Pascale Osterrieth, 2012

## Opere
- Michele De Virgilio, Tonino a testa in giù, Il Castello, 2013, ISBN 9788865721094

## Riconoscimenti
- 2009 – Ciak d'oro miglior cast per il film Si può fare
- 2008 – Festival internazionale del film di Roma Premio L.A.R.A. – Menzione speciale: all'intero cast di Si può fare
- 2002 – Trevignano FilmFest – Premio La Cittadella del corto, migliore attore per Bbobbolone[3]
- Festival "Vedo corto" di Conversano – Premio Migliore attore